# Un Piano
Un Piano ist ein Jazzalbum von Matthew Shipp. Die am 21. und 22. Juli 2007 im MPI Studio,  New York City entstandenen Aufnahmen erschienen Mitte 2008 auf RogueArt.

## Hintergrund
Un Piano war Matthew Shipps zweites Soloalbum nach One im Jahr 2006. Nach Ansicht von Lyn Horton ähnelt das Album einer Reihe von Etüden – so zeige „Harmony of Apollo“ den Einfluss von Bachs Fugenvariationen.

## Titelliste
- Matthew Shipp: Un Piano (RogueArt ROG-0014)[2]

1. Enter In  3:05
2. Geometry  4:11
3. Sparks  2:40
4. Spike  3:31
5. Linear Shocks  5:42
6. Two Things Together  4:46
7. Whole Zone  1:58
8. Simple Fact  3:18
9. Riddle  3:35
10. Cloud Chamber 6  6:10
11. Harmony of Apollo  4:56
12. Exit Out  3:26

Alle Kompositionen stammen von Matthew Shipp.

## Rezeption
Nach Ansicht von Lyn Horton, der das Album in All About Jazz rezensierte, demonstriere der Pianist Matthew Shipp mit Un Piano 
seine Furchtlosigkeit, indem er über den Standard hinausgehe, den er sich in der Vergangenheit selbst gesetzt habe, und einen neuen Standard definiere, der seine weiteren unbestreitbaren Interaktionen mit dem Kosmos unterstütze. Gestützt auf die Grammatik seiner schnörkellosen Tonsprache halte Shipp nichts davon ab, ins Innere seines Instruments einzudringen, um dort förmlich einen Weg für die Improvisationen dieser Aufnahme zu markieren.